# Zespół dworski w Cianowicach
Zespół dworski w Cianowicach – dwór z parkiem krajobrazowym znajdujący się w Cianowicach, w gminie Skała, w powiecie krakowskim.
Dwór oraz park wpisany został do rejestru zabytków nieruchomych województwa małopolskiego.

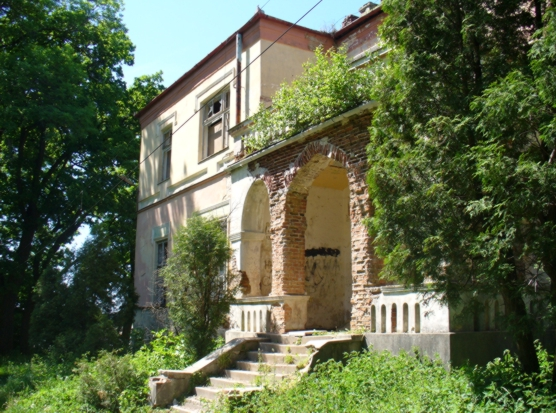
Dwór, stan z 2008

## Historia
Wybudowany został z inicjatywy Bronisława Dobieckiego w 2 poł. XIX wieku, ukończony w 1890 roku. W czasie I wojny światowej został spalony i popadł w ruinę. W 1936 r. odbudowany przez syna Bronisława, senatora Artura Dobieckiego, przekształcony w piętrową rezydencję. W czasie II wojny światowej służył jako miejsce schronienia dla rodzin żydowskich, partyzantów i ich zaopatrzenia. Po wyjeździe Artura Dobieckiego do Francji w 1945 pałac został przejęty przez Skarb Państwa i zaadaptowany na potrzeby szkolne. 6 lipca 2006 Sąd Rejonowy w Krakowie uznał roszczenia ostatnich właścicieli i nakazał zwrot pałacu wraz z 11 ha ziemi.

## Architektura
Obiekt wybudowany w stylu neogotyckim, składający się z dwóch piętrowych przesuniętych względem siebie części, nakrytych płaskimi dachami. Jedna część nakryta krenelażem. W narożniku części ogrodowej ośmioboczna wieża. Przed wejściem trójarkadowy ganek, a nad nim taras z tralkową balustradą.